# Happy Gilmore 2
Happy Gilmore 2 (bra: Um Maluco no Golfe 2; prt: O Maluco do Golfe 2) é um filme norte-americano de comédia esportiva de 2025, dirigido por Kyle Newacheck e escrito por Tim Herlihy e Adam Sandler. É a sequência de "Happy Gilmore" (1996), e estrelado por Adam Sandler ao lado de Julie Bowen, Christopher McDonald, Benny Safdie, Bad Bunny e Ben Stiller.
Sandler, Bowen, McDonald, Stiller, Dennis Dugan e Kevin Nealon reprisam seus papéis do filme original, com John Daly, Sunny Sandler, Maxwell Jacob Friedman, Ethan Cutkosky e Haley Joel Osment em papéis de apoio.
O filme segue Happy Gilmore (interpretado por Sandler), um alcoólatra viúvo e ex-jogador de golfe que retorna ao golfe profissional para ajudar a pagar a escola de balé de sua filha no exterior. As filmagens de "Happy Gilmore 2" ocorreram em Nova Jersey de setembro a dezembro de 2024. Foi lançado na Netflix em 25 de julho de 2025 e recebeu críticas mistas, que sentiram que o filme satisfaria os fãs do original, mas exagerou na nostalgia.

## Enredo
Após vencer seu primeiro Tour Championship em 1996, Happy Gilmore tem uma carreira de golfe bem-sucedida, conquistando mais cinco campeonatos. Ele também tem cinco filhos com sua esposa Virginia Venit. Em 2014, Happy mata Virginia acidentalmente quando uma de suas tacadas a atinge na cabeça, o que o deixa devastado e o faz abandonar o golfe por culpa. Ele rapidamente se torna alcoólatra e perde tudo depois que um funcionário de recuperação de bens o processa por instigar uma briga ao confundi-lo com um ladrão de carros.
Onze anos depois, Happy trabalha em um supermercado e mora com sua única filha e caçula, Vienna, enquanto seus quatro filhos — Gordie, Wayne, Bobby e Terry — se mudaram e trabalham para sustentar o pai e a irmã. Vienna quer seguir a dança, e sua professora de dança recomenda a matrícula em uma escola de balé de quatro anos em Paris, que custa 75.000 dólares anuais. Frank Manatee, CEO da Maxi Energy Drink e da futura liga de golfe Maxi Golf, aborda Happy e o quer como estrela da liga. Happy recusa, mas retoma o golfe com o incentivo de John Daly, querendo ganhar dinheiro suficiente para pagar a escola de balé de Vienna.
Durante seu primeiro jogo desde a morte de Virginia, Happy bebe muito e bate seu carrinho de golfe, o que o faz ser demitido e ter problemas legais. Um júri concorda em retirar todas as acusações se ele completar um programa de tratamento de alcoolismo e se abster de quaisquer altercações físicas. O líder desse programa de tratamento acaba sendo Hal L., o cuidador que abusou da avó de Happy.
Vienna e John aconselham Happy a praticar seriamente e a se juntar ao próximo Tour Championship, o que ele faz. Happy encontra velhos companheiros, incluindo Doug Thompson, presidente do Tour, que se preocupa com o rápido crescimento da Maxi Golf. Depois que Happy sugere uma competição entre as duas ligas, Doug propõe uma partida com os cinco melhores jogadores de cada liga competindo entre si. Happy, com a ajuda de seu novo caddie Oscar Mejías, joga bem no Tour Championship nas três primeiras rodadas, mas desmorona na quarta rodada, no Dia das Mães, tendo visões de Virginia no campo antes de ficar bêbado, terminando em sexto lugar. O vencedor, Billy Jenkins, admite fazer parte da Maxi Golf, tendo participado do Tour Championship como uma provocação, abrindo mão de seu lugar na equipe e permitindo que Happy se junte.
Tendo estado em tratamento psiquiátrico desde que perdeu para Happy no Tour Championship de 1996, Shooter McGavin recebe alta de Frank. Ele explica a Shooter que todos os jogadores da Maxi Golf, incluindo Billy, tiveram seu ligamento iliolombar cortado, aumentando sua distância de tacada, e pede a ele para se juntar como capitão. Enojado com isso e com o quanto a versão "extrema" de golfe de Frank se desvia do jogo tradicional, Shooter foge. Tendo ouvido sobre a morte de Virginia, Shooter visita seu túmulo e briga brevemente com Happy lá antes de selarem uma trégua. Happy mais tarde encontra Slim Peterson, cujo pai Chubbs Peterson havia sido mentor de Happy em 1996, e Slim se junta a Shooter para treinar Happy, Rory McIlroy, Bryson DeChambeau, Brooks Koepka e Scottie Schefflerpara enfrentar a Maxi Golf.
Durante a partida, Scottie é desqualificado na primeira rodada por socar seu oponente. Embora o campo seja fortemente projetado para beneficiar a Maxi Golf, já que todos os seus golfistas são longos rebatedores, os golfistas tradicionais conseguem empatar em 2 a 2, com a ajuda de Shooter, que substitui Brooks depois que ele se lesiona. Happy e Billy então se enfrentam em um desempate. Happy tem a chance de dar a tacada para a vitória, mas Frank altera o green para torná-la impossível. Ele então faz um acordo com Happy: se Happy errar a tacada, Happy deve se juntar à Maxi Golf. Caso contrário, Frank deve descontinuar a Maxi Golf, comprar a casa de Happy de volta, pagar a escola de balé de Vienna, dar a Happy seu novo carro elétrico e abrir um novo restaurante italiano para Oscar. Com a ajuda deste último, Happy acerta a tacada e vence.
Quando Happy celebra seus três meses de sobriedade, Hal é exposto como um golpista e é preso. A Maxi Energy Drink é descontinuada após ser revelado que causa problemas significativos de saúde bucal, deixando Frank em ruínas e escondido. Happy mais tarde acompanha seus filhos em um aeroporto enquanto eles voam para Paris, prometendo se juntar a eles após completar o British Open.

## Elenco
- Adam Sandler como Happy Gilmore, um jogador de golfe que sai da aposentadoria.[5]
- Julie Bowen como Virginia, a falecida esposa de Happy.[5]
- Christopher McDonald como Shooter McGavin, o rival de Happy que sofreu um colapapso mental após sua derrota no final do primeiro filme.[5]
- Benny Safdie como Frank Manatee, o CEO da Maxi Energy Drink, patrocinadora da Maxi Golf.[5]
- Bad Bunny como Oscar Mejías, o caddie de Happy e um ex-ajudante de garçom que sonha em ter um restaurante.[6]
- John Daly como uma versão fictícia de si mesmo, um eremita que vive na garagem de Happy.[5][6]
- Ben Stiller como Hal L., o líder abusivo de um grupo de apoio para alcoólatras. Stiller reprisa seu papel como Hal L. do filme anterior e de Hubie Halloween (2020).[6][7]
- Jackie Sandler como Monica, a professora de dança de Vienna.[6]
- Sadie Sandler como Charlotte, um membro do grupo de apoio de Hal L.[5][6]
- Sunny Sandler como Vienna, a filha mais nova de Happy e única filha que é uma aspirante a dançarina.[5]
- Maxwell Jacob Friedman como Gordie, o filho mais velho de Happy.[5]
- Ethan Cutkosky como Wayne, o segundo filho de Happy.[5]
- Philip Fine Schneider como Bobby, o terceiro filho de Happy.
- Conor Sherry como Terry, o filho mais novo de Happy.[5]
- Dennis Dugan como Doug Thompson, o chefe do circuito de golfe profissional.[6]
- Kevin Nealon como Gary Potter, um comentarista esportivo e ex-jogador de golfe.[6]
- Haley Joel Osment como Billy Jenkins, um jovem golfista profissional com um swing poderoso semelhante ao de Happy, que deserta para a equipe Maxi Golf.
- Lavell Crawford como Slim Peterson, filho do falecido mentor de Happy, Chubbs, que também tem uma mão protética devido a um incidente com uma máquina de venda automática.[6]
- Bryson DeChambeau, Brooks Koepka, Rory McIlroy[5] e Scottie Scheffler como versões fictícias de si mesmos, membros da equipe que representa o tradicional Tour Championship na competição Maxi.
- Eminem como Donald Floyd Jr.,[5][6] filho do falecido provocador Donald Sr. (conhecido como o cara "Jackass") interpretado por Joe Flaherty no primeiro filme.

Steve Buscemi interpreta o vizinho dos Gilmores, Pat; Kym Whitley interpreta a membro do grupo de apoio Bessie; e John Farley aparece como Nate. Eric André, Martin Herlihy e Margaret Qualley aparecem como Steiner, Fitzy e Sally, um trio de jovens golfistas a quem Happy se junta, enquanto Post Malone interpreta o DJ Omar Gosh. Scott Mescudi interpreta um agente do FBI. A jogadora da Associação Nacional de Basquete Feminino (WNBA) Kelsey Plum e o músico Andrew Watt interpretam os recepcionistas do campo de golfe.
Marcello Hernandez aparece como o primo de Oscar, Esteban, e Travis Kelce interpreta o chefe abusivo de Oscar no restaurante do clube. Nick Swardson interpreta Ben Daggett.
Verne Lundquist reprisa seu papel como ele mesmo do primeiro filme ao lado de Jack Giarraputo como Jack Beard. Robert Smigel reprisa seu papel como o agente da Receita Federal do primeiro filme, agora trabalhando como advogado. Jon Lovitz interpreta um homem "elegante" em um campo de prática de golfe; Rob Schneider aparece como um anão andando de triciclo na imaginação de Happy; e Blake Clark aparece como um morador de rua morando em uma praia. O comentarista esportivo Dan Patrick interpreta Pat Daniels. O colaborador de longa data de Sandler, Jonathan Loughran, interpreta o enfermeiro que libera Shooter da instituição mental.
Os colegas de equipe de Jenkins na Maxi Golf incluem Oliver Hudson como Harley, Fernando Marrero como Screech, Reggie Bush como 8-Ball e Becky Lynch como Flex. Boban Marjanović interpreta Drago Larson, o filho do falecido chefe de Happy, Sr. Larson (interpretado por Richard Kiel no primeiro filme), ao lado da mãe de Sandler, Judy, como Sra. Larson.
Os golfistas profissionais Keegan Bradley, Fred Couples, Nick Faldo, Tony Finau, Rickie Fowler, Jim Furyk, Sergio García, Charley Hull, Hunter Mahan, Collin Morikawa, Jack Nicklaus, Corey Pavin, Xander Schauffele, Jordan Spieth, Justin Thomas, Lee Trevino (que também apareceu no primeiro filme), Bubba Watson e Will Zalatoris fazem aparições em cameo como eles mesmos. Zalatoris também é retratado como o antigo caddie de Happy, anteriormente não nomeado (interpretado por Jared Van Snellenberg no primeiro filme). Nelly Korda e Nancy Lopez aparecem ao lado do corroteirista Tim Herlihy como as médicas que supervisionam a alta de Shooter da instituição mental, e Paige Spiranac interpreta uma funcionária da Dick's Sporting Goods.
Também aparecendo como eles mesmos estão os comentaristas esportivos Stephen A. Smith, Chris Berman e Jim Gray, a influenciadora Alix Earle, o rapper Cam'ron, o apresentador do Jeopardy! Ken Jennings, o entrevistador Sean Evans, os podcasters de comédia Andrew Santino e Bobby Lee, e o chef Guy Fieri.
Adam Sandler também prestou homenagem ao seu falecido colega de elenco de Grown Ups e Grown Ups 2, Cameron Boyce. Em 2019, Boyce morreu aos 20 anos devido a complicações de epilepsia. Durante uma cena, Boyce aparece brevemente em uma tela de televisão em um clipe da série do Disney Channel Jessie (2011–2015), na qual Sandler também fez uma participação especial.

## Produção
Em setembro de 2022, Adam Sandler afirmou que esperava eventualmente fazer uma sequência de Happy Gilmore, dizendo que vinha criando ideias para um filme de acompanhamento, enquanto afirmava que o personagem estaria envolvido em um circuito de golfe para idosos. Em março de 2024, Christopher McDonald revelou que uma sequência estava em desenvolvimento e que Sandler havia lhe mostrado um rascunho do roteiro para ler. Durante o desenvolvimento, a liga LIV Golf foi fundada pelo Fundo de Investimento Público da Arábia Saudita para rivalizar com o PGA Tour, o que serviu de inspiração para o enredo do filme sobre a rivalidade entre o Tour e a Maxi Golf.
Em maio de 2024, foi anunciado que a Netflix havia aprovado o filme, assumindo a distribuição do primeiro filme, que foi da Universal Pictures. Kyle Newacheck foi contratado para dirigir o filme, com Tim Herlihy coescrevendo o roteiro com Sandler. Em julho, Nick Swardson anunciou que estrelaria o filme. Em agosto, Sandler revelou que Benny Safdie teria um papel no filme, com o jogador de futebol americano Travis Kelce fazendo uma participação especial. Em setembro, McDonald e Julie Bowen foram confirmados para reprisar seus papéis, com Bad Bunny, Margaret Qualley e Maxwell Jacob Friedman também adicionados ao elenco. John Daly revelou que havia filmado cenas para o filme.
As filmagens começaram em 9 de setembro de 2024, em Nova Jersey, coincidindo com o aniversário de 58 anos de Adam Sandler. Uma chamada de elenco ocorreu em um hotel em Morristown, Nova Jersey. As locações de filmagem em Nova Jersey incluem um clube de campo em Bedminster, uma lanchonete em Garfield, um centro de golfe em Hackettstown, um salão de beleza em Maplewood, uma praia em Middletown, uma lanchonete em Millburn, um restaurante francês em Montclair, uma cafeteria em Morristown, uma escola pública em Newark, a Seton Hall University em South Orange, o Montclair Golf Club em West Orange, o Verona Town Hall em Verona, um clube de meninos e meninas em Kearny e um supermercado Stop & Shop em Clifton. As filmagens foram concluídas em 10 de dezembro de 2024.

## Lançamento
"Happy Gilmore 2" estreou no Lincoln Center em Nova York em 21 de julho de 2025. O filme foi lançado na Netflix em 25 de julho de 2025. Na semana de 21 a 27 de julho, o filme alcançou o primeiro lugar na lista dos 10 filmes em língua inglesa mais assistidos da Netflix, com 46,7 milhões de visualizações em apenas três dias. Também foi a maior estreia de um filme da Netflix nos EUA em 2025.

## Recepção
No site agregador de críticas Rotten Tomatoes, 63% das 102 avaliações dos críticos são positivas, com uma classificação média de 6,4/10. O consenso do site afirma: "Com Adam Sandler e companhia se divertindo visivelmente, Happy Gilmore 2 acerta em cheio com a nostalgia quando deveria ter sido mais sutil, mas ainda assim levará os fãs do original de volta ao seu lugar feliz." O Metacritic, que usa uma média ponderada, atribuiu ao filme uma pontuação de 52 em 100, baseado em 23 críticos, indicando críticas "mistas ou médias". No site de banco de dados sobre filmes The Movie Database, onde as avaliações são feitas pelos próprios usuários, o filme possui uma nota de 67%. A maioria dos usuários atribuiu 6 de 10 estrelas possíveis ao filme. Já no IMDb, onde a avaliação também é feita por usuários, o filme possui uma nota de 6,2 de 10 estrelas possíveis, sendo avaliado com 7 estrelas pela maioria dos usuários.
Richard Roeper, do RogerEbert.com, deu ao filme três de quatro estrelas e escreveu: "O 'humor' escatológico é o mais baixo possível; ou você acha engraçado, ou não. Eu nunca fui um grande fã desse tipo de coisa, mas o material físico, no estilo Três Patetas, tem um certo apelo slapstick, admitidamente bobo. Ainda assim, Happy Gilmore faz o par graças à força de sua pura energia estúpida e aos esforços de Sandler e seus cerca de 50 colegas de elenco. É bom estar de volta àquele 'lugar feliz'."
Em contrapartida, Frank Scheck, do The Hollywood Reporter, disse: "Além de uma piada recorrente envolvendo Happy usando todo objeto possível como recipiente de bebida, o principal humor do filme envolve pessoas sendo dolorosamente atingidas por bolas de golfe. Quando o filme termina e você foi agredido por uma piada cansada após a outra, você saberá exatamente como eles se sentem."

Liz Shannon Miller, do Consequence, deu ao filme uma nota B- e comentou: "Entre a vida familiar de Happy e uma série de novos desafios para ele enfrentar, há frescor suficiente no enredo para evitar que pareça uma completa repetição do que veio antes, enquanto ainda oferece acrobacias de golfe selvagens e uma grande variedade de participações especiais."